# Artur Novotrjasov
Artur Mykolajovyč Novotrjasov (in ucraino Артур Миколайович Новотрясов?; Jevpatorija, 19 luglio 1992) è un calciatore ucraino, difensore del Bukovyna Černivci.

## Carriera

### Club
Ha giocato nella massima serie ucraina.

## Palmarès

### Club

#### Competizioni nazionali
- Perša Liha: 1

Mariupol': 2016-2017